# Ignasi Josep III Yunan
El patriarca Ignasi Josep III Yunan (siríac: ܐܓܢܛܝܘܣ ܝܘܣܦ ܬܠܝܬܝܐ ܝܘܢܢ; àrab: إغناطيوس يوسف الثالث يونان, Iḡnāṭiyūs Yūsuf aṯ-ṯāliṯ Yūnān) (15 de novembre de 1944, Al-Hasakah, Síria) és un sacerdot catòlic siríac, actual patriarca d'Antioquia dels siríacs catòlics, càrrec que ocupa des del 22 de gener de 2009, quan succeí el patriarca Ignasi Pere VIII Abdel-Ahad.
Va ser ordenat capellà el 12 de setembre de 1971 i fins al 1995 serví com a rector de la parròquia de Hassaké-Nisibi, a Síria. El 1995, Joan Pau II el nomenà eparca de l'Eparquia de Nostra Senyora del Part, a Newark, Nova Jersey. El 7 de gener de 1996 fou ordenat bisbe. Escollit patriarca d'Alexandria i bisbe de Beirut el 20 de gener de 2009, fou confirmat dos dies més tard i va prendre possessió el 15 de febrer.

## Galeria fotogràfica

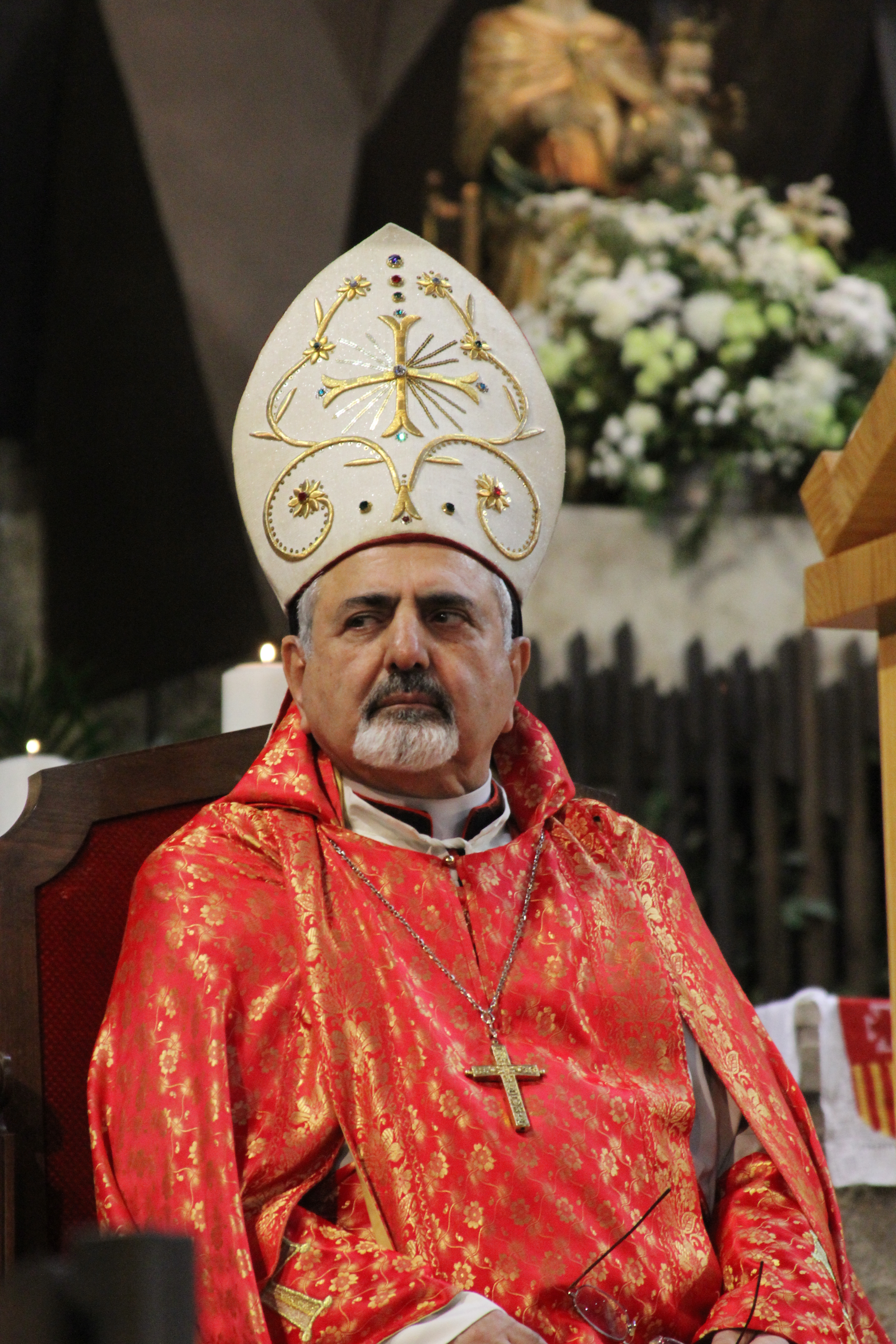
El patriarca Yunan celebrant la divina litúrgia
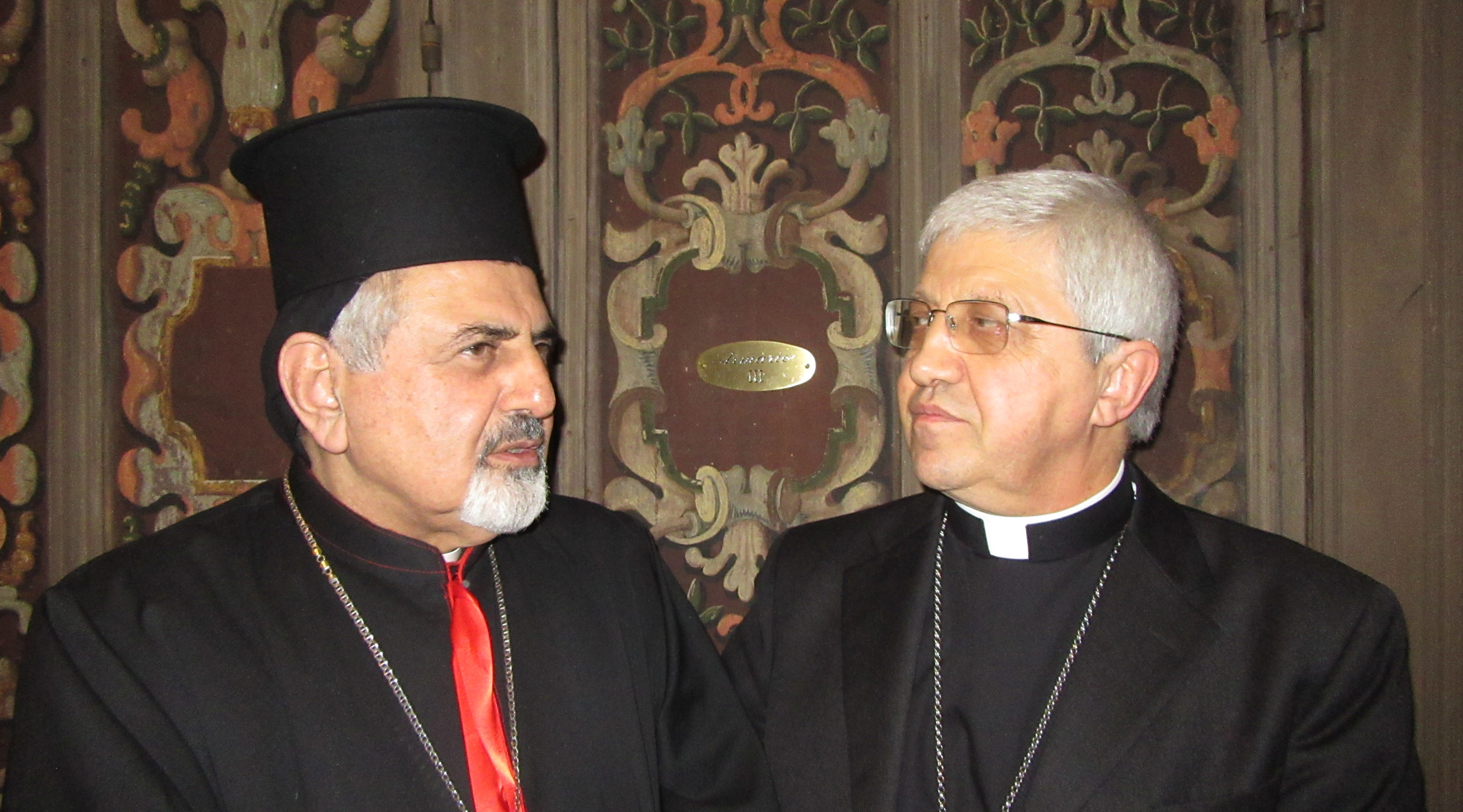
El patriarca Yunan amb monsenyor Mauricio Malvestiti, a la seu de Lodi, 20 de febrer de 2017